# Nachwuchs-Basketball-Bundesliga 2023/24
Die Saison 2023/24 markierte die achtzehnte Spielzeit der Nachwuchs-Basketball-Bundesliga. Der Startschuss fiel im September 2023 mit den Spielen der Hauptrunden A und B. Ab März 2024 folgten mehrere Auf- und Abstiegsrunden sowie Play-offs, um die vier Teilnehmer des Top-Four-Turniers zu ermitteln. Das abschließende Turnier, bestehend aus den beiden Halbfinalpartien und dem Endspiel, fand im Mai 2024 in der Ballsporthalle im Berliner Stadtteil Charlottenburg statt.

## Modus
Die Saison 2023/24 der Nachwuchs-Basketball-Bundesliga verzeichnete die Teilnahme von insgesamt 40 Teams. Diese Teams wurden in zwei Hauptrunden aufgeteilt: 16 Teams in der Hauptrunde A und 24 Teams in der Hauptrunde B.
In der Hauptrunde A wurden die 16 Teams in zwei Gruppen mit jeweils 8 Teams unterteilt. Die Hauptrunde B bestand aus vier Gruppen mit jeweils 6 Teams. Alle Teams traten in Hin- und Rückspielen gegeneinander an, sodass jedes Team in seiner Gruppe zweimal gegen jedes andere Team spielte.

## Teilnehmer

### Hauptrunde A
| Hauptrunde A (Nord)            | Hauptrunde A (Süd)                             |
| ------------------------------ | ---------------------------------------------- |
| Young Rasta Dragons            | Porsche BBA Ludwigsburg                        |
| Baskets Juniors Oldenburg      | KICKZ IBAM                                     |
| Bayer Giants Leverkusen        | FC Bayern München                              |
| ALBA Berlin                    | TEAM URSPRING                                  |
| Gartenzaun24 Baskets Paderborn | Medipolis SC Jena                              |
| UBC Münster                    | Niners Chemnitz Academy                        |
| Hamburg Towers                 | TSV Tröster Breitengüßbach / freakcity academy |
| Eisbären Bremerhaven           | ROTH Energie BBA Giessen 46ers                 |

### Hauptrunde B
| Hauptrunde B (Nord)          | Hauptrunde B (West)   | Hauptrunde B (Mitte)                    | Hauptrunde B (Süd)       |
| ---------------------------- | --------------------- | --------------------------------------- | ------------------------ |
| Sartorius Juniors            | RheinStars Köln       | Eintracht Frankfurt / Fraport Skyliners | ratiopharm Ulm           |
| Berlin Braves Baskets        | Team Bonn/Rhöndorf    | Tornados Franken                        | VfL Kirchheim Knights    |
| SG Junior Löwen Braunschweig | Metropol Baskets Ruhr | VR-Bank Würzburg Baskets Akademie       | TS Jahn München          |
| Rostock Seawolves            | Phoenix Hagen         | USC Heidelberg                          | Orange Academy           |
| Basketball Löwen Erfurt      | BBA Hagen             | TG Hanau White Wings                    | BBA GIANTS Kornwestheim  |
| Dresden Titans               | ART Giants Düsseldorf | Team Südhessen                          | HAKRO Merlins Crailsheim |

## Tabellen

### Hauptrunde A
- Bei Punktgleichheit entscheidet der direkte Vergleich
- Stand: Ende der Hauptrunde A[3]

|  | = Play-off-Plätze (Plätze 1 bis 6)                                       |
|  | = Teilnahmerecht für Hauptrunde B in der Saison 2024/25 (Plätze 7 und 8) |

#### Nord
| # | Mannschaft                     | Spiele | Siege | Niederlagen | Punkte | Korbpunkte |
| - | ------------------------------ | ------ | ----- | ----------- | ------ | ---------- |
| 1 | Young Rasta Dragons            | 14     | 10    | 4           | 20     | 1135-997   |
| 2 | Baskets Juniors Oldenburg      | 14     | 10    | 4           | 20     | 1114-1003  |
| 3 | Bayer Giants Leverkusen        | 14     | 8     | 6           | 16     | 1077-1058  |
| 4 | ALBA Berlin                    | 14     | 7     | 7           | 14     | 1069-1027  |
| 5 | Gartenzaun24 Baskets Paderborn | 14     | 7     | 7           | 14     | 1051-1040  |
| 6 | UBC Münster                    | 14     | 7     | 7           | 14     | 1140-1096  |
| 7 | Hamburg Towers                 | 14     | 6     | 8           | 12     | 1045-999   |
| 8 | Eisbären Bremerhaven           | 14     | 1     | 13          | 2      | 859–1270   |

#### Süd
| # | Mannschaft                                     | Spiele | Siege | Niederlagen | Punkte | Korbpunkte |
| - | ---------------------------------------------- | ------ | ----- | ----------- | ------ | ---------- |
| 1 | Porsche BBA Ludwigsburg                        | 14     | 10    | 4           | 20     | 1191-1032  |
| 2 | KICKZ IBAM                                     | 14     | 9     | 5           | 18     | 1150-1058  |
| 3 | FC Bayern München                              | 14     | 9     | 5           | 18     | 1139-1112  |
| 4 | TEAM URSPRING                                  | 14     | 8     | 6           | 16     | 1081-1000  |
| 5 | Medipolis SC Jena                              | 14     | 7     | 7           | 14     | 1183-1081  |
| 6 | Niners Chemnitz Academy                        | 14     | 6     | 8           | 12     | 1079–1155  |
| 7 | TSV Tröster Breitengüßbach / freakcity academy | 14     | 4     | 10          | 8      | 1051–1228  |
| 8 | ROTH Energie BBA Giessen 46ers                 | 14     | 3     | 11          | 6      | 1046–1254  |

### Hauptrunde B
- Bei Punktgleichheit entschied der direkte Vergleich
- Stand: Ende der Hauptrunde B[3]

|  | = Teilnahme an Aufstiegsrunde (Platz 3 bis 6) (Plätze 1 und 2) |
|  | = Teilnahme an Abstiegsrunde (Platz 3 bis 6)                   |

#### Nord
| # | Mannschaft                   | Spiele | Siege | Niederlagen | Punkte | Korbpunkte |
| - | ---------------------------- | ------ | ----- | ----------- | ------ | ---------- |
| 1 | Sartorius Juniors            | 10     | 9     | 1           | 18     | 918-711    |
| 2 | Berlin Braves Baskets        | 10     | 8     | 2           | 16     | 803-708    |
| 3 | SG Junior Löwen Braunschweig | 10     | 6     | 4           | 12     | 804-745    |
| 4 | Rostock Seawolves            | 10     | 4     | 6           | 8      | 776–870    |
| 5 | Basketball Löwen Erfurt      | 10     | 2     | 8           | 4      | 779–908    |
| 6 | Dresden Titans               | 10     | 1     | 9           | 2      | 650–788    |

#### West
| # | Mannschaft            | Spiele | Siege | Niederlagen | Punkte | Korbpunkte |
| - | --------------------- | ------ | ----- | ----------- | ------ | ---------- |
| 1 | RheinStars Köln       | 10     | 9     | 1           | 18     | 833-705    |
| 2 | Team Bonn/Rhöndorf    | 10     | 7     | 3           | 14     | 922-714    |
| 3 | Metropol Baskets Ruhr | 10     | 7     | 3           | 14     | 875-769    |
| 4 | Phoenix Hagen         | 10     | 3     | 7           | 6      | 767–877    |
| 5 | BBA Hagen             | 10     | 2     | 8           | 4      | 666–835    |
| 6 | ART Giants Düsseldorf | 10     | 2     | 8           | 4      | 739–902    |

#### Süd
| # | Mannschaft               | Spiele | Siege | Niederlagen | Punkte | Korbpunkte |
| - | ------------------------ | ------ | ----- | ----------- | ------ | ---------- |
| 1 | ratiopharm Ulm           | 10     | 9     | 1           | 18     | 871-651    |
| 2 | VfL Kirchheim Knights    | 10     | 7     | 3           | 14     | 755-694    |
| 3 | TS Jahn München          | 10     | 6     | 4           | 12     | 695-672    |
| 4 | Orange Academy           | 10     | 5     | 5           | 10     | 683–691    |
| 5 | BBA GIANTS Kornwestheim  | 10     | 2     | 8           | 4      | 590–728    |
| 6 | HAKRO Merlins Crailsheim | 10     | 1     | 9           | 1      | 534–692    |

#### Mitte
| # | Mannschaft                              | Spiele | Siege | Niederlagen | Punkte | Korbpunkte |
| - | --------------------------------------- | ------ | ----- | ----------- | ------ | ---------- |
| 1 | Eintracht Frankfurt / Fraport Skyliners | 10     | 8     | 2           | 16     | 820-654    |
| 2 | Tornados Franken                        | 10     | 8     | 2           | 16     | 843-733    |
| 3 | VR-Bank Würzburg Baskets Akademie       | 10     | 6     | 4           | 12     | 843–843    |
| 4 | USC Heidelberg                          | 10     | 3     | 7           | 6      | 792–804    |
| 5 | TG Hanau White Wings                    | 10     | 3     | 7           | 6      | 702–878    |
| 6 | Team Südhessen                          | 10     | 2     | 8           | 4      | 700–788    |

## Auf- und Abstiegsrunden

### Aufstiegsrunden
- Bei Punktgleichheit entschied der direkte Vergleich
- Stand: Ende der Saison[4]

|  | = Play-off-Plätze (Plätze 1 und 2)                                       |
|  | = Teilnahmerecht für Hauptrunde B in der Saison 2024/25 (Plätze 3 und 4) |

#### Nord
| # | Mannschaft            | Spiele | Siege | Niederlagen | Punkte | Korbpunkte |
| - | --------------------- | ------ | ----- | ----------- | ------ | ---------- |
| 1 | Sartorius Juniors     | 6      | 4     | 2           | 8      | 479-437    |
| 2 | Berlin Braves Baskets | 6      | 3     | 3           | 6      | 433-429    |
| 3 | RheinStars Köln       | 6      | 3     | 3           | 6      | 464–480    |
| 4 | Team Bonn/Rhöndorf    | 6      | 2     | 4           | 4      | 436–466    |

#### Süd
| # | Mannschaft                              | Spiele | Siege | Niederlagen | Punkte | Korbpunkte |
| - | --------------------------------------- | ------ | ----- | ----------- | ------ | ---------- |
| 1 | Eintracht Frankfurt / Fraport Skyliners | 6      | 5     | 1           | 10     | 470-406    |
| 2 | Tornados Franken                        | 6      | 4     | 2           | 8      | 522-489    |
| 3 | ratiopharm Ulm                          | 6      | 3     | 3           | 6      | 477-475    |
| 4 | VfL Kirchheim Knights                   | 6      | 0     | 6           | 0      | 398–497    |

### Abstiegsrunden
- Bei Punktgleichheit entschied der direkte Vergleich
- Stand: Ende der Saison[4]

|  | = Teilnahmerecht für Hauptrunde B in der Saison 2024/25 (Plätze 1 bis 6)    |
|  | = Kein automatisches Teilnahmerecht für die Saison 2024/25 (Plätze 7 und 8) |

#### Nord
| # | Mannschaft                   | Spiele | Siege | Niederlagen | Punkte | Korbpunkte |
| - | ---------------------------- | ------ | ----- | ----------- | ------ | ---------- |
| 1 | Metropol Baskets Ruhr        | 14     | 11    | 3           | 22     | 1184-1005  |
| 2 | Rostock Seawolves            | 14     | 9     | 5           | 18     | 1167-1116  |
| 3 | Phoenix Hagen                | 14     | 7     | 7           | 14     | 1111-1084  |
| 4 | BBA Hagen                    | 14     | 7     | 7           | 14     | 1068–1081  |
| 5 | SG Junior Löwen Braunschweig | 14     | 7     | 7           | 14     | 1038–1088  |
| 6 | Basketball Löwen Erfurt      | 14     | 6     | 8           | 12     | 1025–1070  |
| 7 | Dresden Titans               | 14     | 5     | 9           | 10     | 947–1023   |
| 8 | ART Giants Düsseldorf        | 14     | 4     | 10          | 8      | 1006–1079  |

#### Süd
| # | Mannschaft                        | Spiele | Siege | Niederlagen | Punkte | Korbpunkte |
| - | --------------------------------- | ------ | ----- | ----------- | ------ | ---------- |
| 1 | VR-Bank Würzburg Baskets Akademie | 14     | 13    | 1           | 26     | 1257-1092  |
| 2 | Orange Academy                    | 14     | 10    | 4           | 20     | 1074-1038  |
| 3 | USC Heidelberg                    | 14     | 7     | 7           | 14     | 1189-1079  |
| 4 | Team Südhessen                    | 14     | 7     | 7           | 14     | 1101-1096  |
| 5 | TS Jahn München                   | 14     | 6     | 8           | 12     | 975–1004   |
| 6 | TG Hanau White Wings              | 14     | 5     | 9           | 10     | 1011–1072  |
| 7 | BBA GIANTS Kornwestheim           | 14     | 5     | 9           | 10     | 888–989    |
| 8 | HAKRO Merlins Crailsheim          | 14     | 3     | 11          | 6      | 889–1014   |

## Post-Season
Die Zahlen geben die Platzierung während der Hauptrunde an, der farbige Hintergrund die Zugehörigkeit zu den Divisionen:
Hauptrunde 1 Hauptrunde 2

### Play-Offs

#### Nord
|  | 1. Runde | 1. Runde                       | 1. Runde                |   |                          | 2. Runde     | 2. Runde | 2. Runde |
|  |          |                                |                         |   |                          |              |          |          |
|  | 1        | Rasta Vechta                   | 2                       |   |                          |              |          |          |
|  | 8        | Berlin Braves                  | 1                       |   |                          |              |          |          |
|  | 8        | Berlin Braves                  | 1                       |   | 1                        | Rasta Vechta | 2        |          |
|  |          |                                |                         |   | 1                        | Rasta Vechta | 2        |          |
|  |          | 4                              | Alba Berlin             | 1 |                          |              |          |          |
|  | 4        | 4                              | Alba Berlin             | 1 | Alba Berlin              | 2            |          |          |
|  | 4        |                                |                         |   | Alba Berlin              | 2            |          |          |
|  | 5        | Gartenzaun24 Baskets Paderborn | 1                       |   |                          |              |          |          |
|  | 5        | Gartenzaun24 Baskets Paderborn | 1                       |   |                          |              |          |          |
|  |          |                                |                         |   |                          |              |          |          |
|  | 2        | Baskets Juniors Oldenburg      | 2                       |   |                          |              |          |          |
|  | 2        | Baskets Juniors Oldenburg      | 2                       |   |                          |              |          |          |
|  | 7        | Sartorius Juniors              | 1                       |   |                          |              |          |          |
|  | 7        | Sartorius Juniors              | 1                       | 2 | Baskets Junior Oldenburg | 2            |          |          |
|  |          |                                |                         | 2 | Baskets Junior Oldenburg | 2            |          |          |
|  |          | 3                              | Bayer Giants Leverkusen | 1 |                          |              |          |          |
|  | 3        | 3                              | Bayer Giants Leverkusen | 1 | Bayer Giants Leverkusen  | 2            |          |          |
|  | 3        |                                |                         |   |                          | 2            |          |          |
|  | 6        | UBC Münster                    | 1                       |   |                          |              |          |          |

#### Süd
|  | 1. Runde | 1. Runde                | 1. Runde                |   |                  | 2. Runde       | 2. Runde | 2. Runde |
|  |          |                         |                         |   |                  |                |          |          |
|  | 3        | Bayern München          | 2                       |   |                  |                |          |          |
|  | 6        | Niners Chemnitz Academy | 1                       |   |                  |                |          |          |
|  | 6        | Niners Chemnitz Academy | 1                       |   | 3                | Bayern München | 2        |          |
|  |          |                         |                         |   | 3                | Bayern München | 2        |          |
|  |          | 2                       | Kickz IBAM              | 0 |                  |                |          |          |
|  | 2        | 2                       | Kickz IBAM              | 0 | Kickz IBAM       | 2              |          |          |
|  | 2        |                         |                         |   | Kickz IBAM       | 2              |          |          |
|  | 7        | Fraport Skyliners       | 0                       |   |                  |                |          |          |
|  | 7        | Fraport Skyliners       | 0                       |   |                  |                |          |          |
|  |          |                         |                         |   |                  |                |          |          |
|  | 4        | Team Urspring           | 2                       |   |                  |                |          |          |
|  | 4        | Team Urspring           | 2                       |   |                  |                |          |          |
|  | 5        | Medipolis SC Jena       | 1                       |   |                  |                |          |          |
|  | 5        | Medipolis SC Jena       | 1                       | 4 | Team Urspring    | 1              |          |          |
|  |          |                         |                         | 4 | Team Urspring    | 1              |          |          |
|  |          | 1                       | Porsche BBA Ludwigsburg | 2 |                  |                |          |          |
|  | 8        | 1                       | Porsche BBA Ludwigsburg | 2 | Tornados Franken | 1              |          |          |
|  | 8        |                         |                         |   |                  | 1              |          |          |
|  | 1        | Porsche BBA Ludwigsburg | 2                       |   |                  |                |          |          |

### Top-Four
|  | Halbfinale | Halbfinale                | Halbfinale |  |  | Finale | Finale                    | Finale |
|  |            |                           |            |  |  |        |                           |        |
|  |            |                           |            |  |  |        |                           |        |
|  | 3          | Bayern München            | 71         |  |  |        |                           |        |
|  | 1          | Rasta Vechta              | 78         |  |  |        |                           |        |
|  |            |                           |            |  |  | 1      | Rasta Vechta              | 89     |
|  |            |                           |            |  |  | 2      | Baskets Juniors Oldenburg | 54     |
|  | 1          | Porsche BBA Ludwigsburg   | 74         |  |  |        |                           |        |
|  | 2          | Baskets Juniors Oldenburg | 81         |  |  |        |                           |        |
|  |            |                           |            |  |  |        |                           |        |